# Grubhof (Bogen)
Grubhof ist ein Stadtteil von Bogen im niederbayerischen Landkreis Straubing-Bogen. Die Einöde liegt circa zweieinhalb Kilometer östlich von Bogen und ist über die Staatsstraße 2125 zu erreichen. 
Am 1. Januar 1971 kam Grubhof als Ortsteil der ehemals selbständigen Gemeinde Bogenberg zu Bogen.